# Sümeg (distrikt)
Sümeg är ett distrikt i Ungern. Det ligger i provinsen Veszprém, i den västra delen av landet, 140 km väster om huvudstaden Budapest.